# Кенгірбайбійський сільський округ
Кенгірба́йбійський сільський округ (каз. Кеңгірбай ауылдық округі, рос. Кенгирбайбийский сельский округ) — адміністративна одиниця у складі Абайського району Абайської області Казахстану. Адміністративний центр та єдиний населений пункт — село Кенгірбай-бі.
Населення — 896 осіб (2021; 1039 у 2009, 1237 у 1999, 1852 у 1989).
Станом на 1989 рік існувала Абайська сільська рада (села Борли, Жидебай, Карашоки, Нурлан, Олжабай) з центром у селі Олжабай. Села Акбаз, Актогай, Борли, Жидебай, Карашоки, Нурлан були ліквідовані 1998 року.

## Склад
До складу округу входять такі населені пункти:
| Населений пункт    | Старі назви        | Населення, осіб (1989) | Населення, осіб (1999) | Населення, осіб (2009) | Населення, осіб (2021) |
| ------------------ | ------------------ | ---------------------- | ---------------------- | ---------------------- | ---------------------- |
| Борли, село        | -                  | 151                    | -                      | -                      | -                      |
| Жидебай, село      | -                  | 134                    | -                      | -                      | -                      |
| Карашоки, село     | -                  | 188                    | -                      | -                      | -                      |
| Кенгірбай-бі, село | Олжабай, Кенгірбай | 1213                   | 1237                   | 1039                   | 896                    |
| Нурлан, село       | -                  | 166                    | -                      | -                      | -                      |